# Гвоздев, Кузьма Антонович
Кузьма́ Анто́нович Гво́здев (1882, д. Чекаевка, Саранский уезд, Пензенская губерния — 26 июня 1956) — русский революционер, деятель Временного правительства, меньшевик.

## Биография
Из крестьян. С 1899 года работал в Тихорецких железнодорожных мастерских. Во время Революции 1905 года примкнул к революционному кружку, руководил стачкой железнодорожных рабочих, был арестован и два года просидел в Саратовской тюрьме. Член ПСР (эсер-максималист) с 1905 по 1907 год, затем вступил в РСДРП. Саратовской судебной палатой был осуждён и выслан в Астраханскую губернию на четыре года. С 1909 года работал на заводах Петербурга, принимал участие в создании Союза металлистов. В 1910—1911 годах председатель правления профсоюзов металлистов в Санкт-Петербурге. В 1911 году арестован, сослан в Вологодскую губернию на три года. С 1914 года — меньшевик-«оборонец», работал слесарем на петроградских заводах. В 1915 году — председатель рабочей группы Центрального военно-промышленного комитета. Участвовал в создании Выборгского рабочего кооператива.
В ночь на 28 января 1917 года вместе с другими членами рабочей группы арестован за призыв к рабочим выйти на улицу с лозунгом свержения самодержавия, сидел в Крестах. Во время Февральской революции освобождён. Принял участие в организации Совета рабочих и солдатских депутатов. На первом заседании избран в исполком в статусе члена президиума, заведующим отделом труда и секретариатом. Член ЦК РСДРП(о). Участвовал в разрешении конфликтов между рабочими и владельцами предприятий. С 25 сентября 1917 года — министр труда во Временном правительстве.
Во время Октябрьской революции арестован вместе с другими членами Временного правительства. Освобождён через 3 дня. С октября 1917 до конца 1918 года заместитель председателя рабочей кооперации Петрограда и окрестностей. Весной-летом 1918 участвовал в создании антибольшевистского Собрания уполномоченных от фабрик и заводов. Затем, отойдя от политической деятельности, работал в рабочей кооперации, а с 1920 года в ВСНХ. С 1919 года — беспартийный.
В 1920 году был арестован ВЧК, провёл 1 месяц в заключении. Работал в Союзе металлистов, уполномоченный по Украине, затем при Центросекции на юге (до июня 1920 года). Трудился в ВЦСПС в отделе научной организации труда до октября 1920 года, начальник Центрального бюро нормирования труда в НКПС до февраля 1921 года, заместитель председателя правления ВСНХ. В 1930 году был заведующим планово-экономической частью сектора реконструкции Паровозо-вагоно-дизельного объединения.
12.12.1930 был арестован. В марте 1931 был свидетелем на показательном процессе «Союзного бюро меньшевиков». 25 апреля 1931 года осуждён коллегией ОГПУ по ст. 58-7, 10, 11 УК на 10 лет тюрьмы. Срок отбывал в Орловском политизоляторе в одиночке. Изучал в заключении марксизм-ленинизм и, по его словам, стал сторонником ВКП(б). После окончания первого срока 1 июля 1941 года ОСО НКВД СССР осуждён на 8 лет. По окончании срока сослан в село Дзержинское Красноярского края в ссылку. Болел и жил в бедности, писал письма Сталину, Ворошилову. 30 апреля 1956 года освобождён от спецпоселения. Умер 26 июня того же года.
Кузьма Антонович Гвоздев был посмертно реабилитирован 30 июля 1990 года.

## Киновоплощение
- 1958 — «В дни Октября». В роли Гвоздева — Борис Рыжухин